# Championnats d'Europe de natation en petit bassin 1996
Navigation
Stavanger 1994 Sheffield1998
Les 5es Championnats d'Europe de natation en petit bassin, organisés par la LEN, se sont tenus à Rostock (Allemagne) du 13 au 15 décembre 1996.

## Tableau des médailles
| Rang  | Nation      | Or | Argent | Bronze | Total |
| ----- | ----------- | -- | ------ | ------ | ----- |
| 1     | Allemagne   | 14 | 14     | 11     | 39    |
| 2     | Royaume-Uni | 4  | 4      | 2      | 10    |
| 3     | Pays-Bas    | 4  | 2      | 2      | 8     |
| 4     | Suède       | 3  | 3      | 3      | 9     |
| 5     | Pologne     | 3  | 2      | 1      | 6     |
| 6     | Italie      | 2  | 2      | 1      | 5     |
| 7     | Tchéquie    | 2  | 1      | 2      | 5     |
| 8     | Norvège     | 1  | 1      | 2      | 4     |
| 9     | Slovaquie   | 1  | 1      | 1      | 3     |
| 10    | Autriche    | 1  | 1      | 0      | 2     |
| 11    | Biélorussie | 1  | 0      | 2      | 3     |
| 12    | Espagne     | 1  | 0      | 1      | 2     |
| 13    | Ukraine     | 1  | 0      | 0      | 1     |
| 14    | Roumanie    | 0  | 3      | 1      | 4     |
| 15    | Croatie     | 0  | 2      | 1      | 3     |
| 16    | Suisse      | 0  | 1      | 3      | 4     |
| 17    | Slovénie    | 0  | 1      | 2      | 3     |
| 18    | Finlande    | 0  | 0      | 1      | 1     |
| 18    | France      | 0  | 0      | 1      | 1     |
| 18    | Grèce       | 0  | 0      | 1      | 1     |
| 18    | Bulgarie    | 0  | 0      | 1      | 1     |
| Total | Total       | 38 | 38     | 39     | 115   |

### Hommes
| Épreuve               | Médaille d'or                                                                   | Médaille d'argent                                                                    | Médaille de bronze                                                            |
| Nage libre            |                                                                                 |                                                                                      |                                                                               |
| 50 m                  | Mark Foster Royaume-Uni 22 s 25                                                 | Rene Gusperti Italie 22 s 51                                                         | Dmitriy Kalinovskiy Biélorussie 22 s 57                                       |
| 100 m                 | Lars Conrad Allemagne 48 s 90                                                   | Nicolae Butacu Roumanie 49 s 49                                                      | Nicolae Ivan Roumanie 49 s 56                                                 |
| 200 m                 | Lars Conrad Allemagne 1 min 45 s 97                                             | Andrew Clayton Royaume-Uni 1 min 47 s 35                                             | Konstantin Dubrovin Allemagne 1 min 48 s 60                                   |
| 400 m                 | Emiliano Brembilla Italie 3 min 45 s 52                                         | Stefan Pohl Allemagne 3 min 48 s 10                                                  | Dimitros Maganas Grèce 3 min 48 s 29                                          |
| 1 500 m               | Igor Snitko Ukraine 14 min 46 s 59                                              | Ian Wilson Royaume-Uni 14 min 54 s 24                                                | Thomas Lohfink Allemagne 15 min 04 s 13                                       |
| Dos                   |                                                                                 |                                                                                      |                                                                               |
| 50 m                  | Mariusz Siembida Pologne 25 s 03                                                | Tomislav Karlo Croatie 25 s 14                                                       | Stev Theloke Allemagne 25 s 15                                                |
| 100 m                 | Mariusz Siembida Pologne 53 s 56                                                | Stev Theloke Allemagne 53 s 87                                                       | Emanuele Merisi Italie 54 s 39                                                |
| 200 m                 | Emanuele Merisi Italie 1 min 54 s 91                                            | Nicolae Butacu Roumanie 1 min 56 s 29                                                | Stev Theloke Allemagne 1 min 56 s 51                                          |
| Brasse                |                                                                                 |                                                                                      |                                                                               |
| 50 m                  | Patrik Isaksson Suède 27 s 76                                                   | Jens Kruppa Allemagne 27 s 77                                                        | Daniel Malek Tchécoslovaquie 27 s 84                                          |
| 100 m                 | Jens Kruppa Allemagne 1 min 00 s 15                                             | Patrik Isaksson Suède 1 min 00 s 45                                                  | Aleksandr Gukov Biélorussie 1 min 00 s 94                                     |
| 200 m                 | Alexander Gukov Biélorussie 2 min 09 s 86                                       | Artur Paczynski Pologne 2 min 10 s 69                                                | Jens Kruppa Allemagne 2 min 10 s 70                                           |
| Papillon              |                                                                                 |                                                                                      |                                                                               |
| 50 m                  | Mark Foster Royaume-Uni 23 s 91                                                 | Fabian Hieronimus Allemagne 24 s 07                                                  | Jonas Akesson Suède 24 s 25                                                   |
| 100 m                 | Thomas Rupprath Allemagne 53 s 22                                               | Fabian Hieronimus Allemagne 53 s 70                                                  | Denislav Kalchev Bulgarie 54 s 02                                             |
| 200 m                 | Chris-Carol Bremer Allemagne 1 min 57 s 04                                      | Thomas Rupprath Allemagne 1 min 57 s 30                                              | David Abrard France Adrian Andermatt Suisse 1 min 59 s 23                     |
| Quatre nages          |                                                                                 |                                                                                      |                                                                               |
| 100 m                 | Marcel Wouda Pays-Bas 54 s 62                                                   | Jens Kruppa Allemagne 54 s 82                                                        | Christian Keller Allemagne 55 s 45                                            |
| 200 m                 | Marcel Wouda Pays-Bas 1 min 56 s 83                                             | Christian Keller Allemagne 1 min 58 s 52                                             | Kresimir Cac Croatie 2 min 01 s 45                                            |
| 400 m                 | Marcel Wouda Pays-Bas 4 min 08 s 90                                             | Christian Keller Allemagne 4 min 13 s 03                                             | Uwe Volk Allemagne 4 min 15 s 69                                              |
| Relais                |                                                                                 |                                                                                      |                                                                               |
| 4 × 50 m nage libre   | Allemagne Lars Conrad Christian Tröger Tim Nolte Steffen Smollich 1 min 29 s 54 | Croatie Tomislav Karlo Miloš Milošević Miro Žeravica Alen Lončar 1 min 29 s 69       | Norvège Anders Dahl Vermund Vetnes Thomas Sopp Thomas Nore 1 min 30 s 40      |
| 4 × 50 m quatre nages | Allemagne Stev Theloke Jens Kruppa Fabian Hieronimus Lars Conrad 1 min 38 s 28  | Italie Emanuele Merisi Domenico Fioravanti Luca Belfiore René Gusperti 1 min 38 s 50 | Royaume-Uni Neil Willey Richard Maden Mark Foster Simon Handley 1 min 38 s 72 |

### Femmes
| Épreuve               | Médaille d'or                                                                                | Médaille d'argent                                                                   | Médaille de bronze                                                                   |
| Nage libre            |                                                                                              |                                                                                     |                                                                                      |
| 50 m                  | Sandra Völker Allemagne 24 s 67 RE                                                           | Sue Rolph Royaume-Uni 25 s 32                                                       | Vibeke Johansen Norvège 25 s 38                                                      |
| 100 m                 | Sandra Völker Allemagne 53 s 04 RE                                                           | Sue Rolph Royaume-Uni 54 s 46                                                       | Martina Moravcová Slovaquie 54 s 95                                                  |
| 200 m                 | Martina Moravcová Slovaquie 1 min 57 s 22                                                    | Antje Buschschulte Allemagne 1 min 58 s 34                                          | Carla Geurts Pays-Bas 1 min 59 s 16                                                  |
| 400 m                 | Kristyna Kynerová Tchécoslovaquie 4 min 09 s 94                                              | Carla Geurts Pays-Bas 4 min 10 s 36                                                 | Chantal Strasser Suisse 4 min 13 s 45                                                |
| 800 m                 | Carla Geurts Pays-Bas 8 min 34 s 66                                                          | Flavia Rigamonti Suisse 8 min 39 s 20                                               | Sarah Collings Royaume-Uni 8 min 42 s 42                                             |
| Dos                   |                                                                                              |                                                                                     |                                                                                      |
| 50 m                  | Sandra Völker Allemagne 27 s 94                                                              | Antje Buschschulte Allemagne 28 s 55                                                | Suze Valen Pays-Bas 28 s 66                                                          |
| 100 m                 | Antje Buschschulte Allemagne 1 min 00 s 21                                                   | Katerina Pivinková Tchécoslovaquie 1 min 01 s 69                                    | Alenka Kejzar Slovénie 1 min 01 s 93                                                 |
| 200 m                 | Katerina Pivinková Tchécoslovaquie 2 min 08 s 15                                             | Antje Buschschulte Allemagne 2 min 09 s 54                                          | Alenka Kejzar Slovénie 2 min 12 s 20                                                 |
| Brasse                |                                                                                              |                                                                                     |                                                                                      |
| 50 m                  | Vera Lischka Autriche 31 s 36                                                                | Terrie Miller Norvège 31 s 47                                                       | Hanna Jaltner Suède 32 s 04                                                          |
| 100 m                 | Terrie Miller Norvège 1 min 07 s 91                                                          | Vera Lischka Autriche 1 min 08 s 18                                                 | Alicja Peczak Pologne 1 min 08 s 33                                                  |
| 200 m                 | Alicja Peczak Pologne 2 min 26 s 11                                                          | Alenka Kejzar Slovénie 2 min 27 s 33                                                | Anne Poleska Allemagne 2 min 27 s 57                                                 |
| Papillon              |                                                                                              |                                                                                     |                                                                                      |
| 50 m                  | Johanna Sjöberg Suède 27 s 15 RE                                                             | Sandra Völker Allemagne 27 s 23                                                     | Marja Pärssinen Finlande 27 s 69                                                     |
| 100 m                 | Johanna Sjöberg Suède 58 s 80 RE                                                             | Sandra Völker Allemagne 59 s 44                                                     | Julia Voitowitsch Allemagne 1 min 00 s 51                                            |
| 200 m                 | Barbara Franco Espagne 2 min 10 s 20                                                         | Johanna Sjöberg Suède 2 min 10 s 92                                                 | María Pelaez Espagne 2 min 11 s 36                                                   |
| Quatre nages          |                                                                                              |                                                                                     |                                                                                      |
| 100 m                 | Sue Rolph Royaume-Uni 1 min 01 s 94                                                          | Martina Moravcová Slovaquie 1 min 01 s 98                                           | Sabine Herbst Allemagne 1 min 02 s 48                                                |
| 200 m                 | Sue Rolph Royaume-Uni 2 min 10 s 60                                                          | Alicja Peczak Pologne 2 min 13 s 07                                                 | Sabine Herbst-Klenz Allemagne 2 min 13 s 29                                          |
| 400 m                 | Sabine Herbst Allemagne 4 min 39 s 26                                                        | Beatrice Câșlaru Roumanie 4 min 41 s 76                                             | Pavla Chrastová Tchécoslovaquie 4 min 42 s 07                                        |
| Relais                |                                                                                              |                                                                                     |                                                                                      |
| 4 × 50 m nage libre   | Allemagne Katrin Meissner Marianne Hinners Silvia Stahl Sandra Völker 1 min 41 s 15          | Suède Johanna Sjöberg Linda Olofsson Nelly Jörgensen Malin Svahnström 1 min 42 s 18 | Suisse Dominique Diezi Andrea Quadri Sandrine Paquier Chantal Strasser 1 min 44 s 90 |
| 4 × 50 m quatre nages | Allemagne Antje Buschschulte Sylvia Gerasch Julia Voitowitsch Sandra Völker 1 min 51 s 79 RE | Pays-Bas Suze Valen Madelons Baans Wilma van Hofwegen Angela Postma 1 min 52 s 80   | Suède Nelly Jörgensen Hanna Jaltner Johanna Sjöberg Linda Olofsson 1 min 53 s 06     |

## Hommes

### 50 m libre
| RANG               | FINAL              | PAYS | TEMPS   |
| ------------------ | ------------------ | ---- | ------- |
| Médaille d'or      | Mark Foster        | GBR  | 22 s 25 |
| Médaille d'argent  | René Gusperti      | ITA  | 22 s 51 |
| Médaille de bronze | Dimitri Kalinovski | BLR  | 22 s 57 |

### 100 m libre
| RANG               | FINAL          | PAYS | TEMPS   |
| ------------------ | -------------- | ---- | ------- |
| Médaille d'or      | Lars Conrad    | GER  | 48 s 90 |
| Médaille d'argent  | Nicolae Butacu | ROM  | 49 s 49 |
| Médaille de bronze | Nicolae Ivan   | ROM  | 49 s 56 |

### 200 m libre
| RANG               | FINAL               | PAYS | TEMPS         |
| ------------------ | ------------------- | ---- | ------------- |
| Médaille d'or      | Lars Conrad         | GER  | 1 min 45 s 97 |
| Médaille d'argent  | Andrew Clayton      | GBR  | 1 min 47 s 35 |
| Médaille de bronze | Konstantin Dubrovin | GER  | 1 min 48 s 60 |

### 400 m libre
| RANG               | FINAL              | PAYS | TEMPS         |
| ------------------ | ------------------ | ---- | ------------- |
| Médaille d'or      | Emiliano Brembilla | ITA  | 3 min 45 s 52 |
| Médaille d'argent  | Stefan Pohl        | GER  | 3 min 48 s 10 |
| Médaille de bronze | Dimitrios Manganas | GRE  | 3 min 48 s 29 |

### 1500 m libre
| RANG               | FINAL          | PAYS | TEMPS          |
| ------------------ | -------------- | ---- | -------------- |
| Médaille d'or      | Igor Snitko    | UKR  | 14 min 46 s 59 |
| Médaille d'argent  | Ian Wilson     | GBR  | 14 min 54 s 24 |
| Médaille de bronze | Thomas Lohfink | GER  | 15 min 04 s 13 |

### 50 m dos
| RANG               | FINAL            | PAYS | TEMPS   |
| ------------------ | ---------------- | ---- | ------- |
| Médaille d'or      | Mariusz Siembida | POL  | 25 s 03 |
| Médaille d'argent  | Tomislav Karlo   | CRO  | 25 s 14 |
| Médaille de bronze | Stev Theloke     | GER  | 25 s 15 |

### 100 m dos
| RANG               | FINAL            | PAYS | TEMPS   |
| ------------------ | ---------------- | ---- | ------- |
| Médaille d'or      | Mariusz Siembida | POL  | 53 s 56 |
| Médaille d'argent  | Stev Theloke     | GER  | 53 s 87 |
| Médaille de bronze | Emanuele Merisi  | ITA  | 54 s 39 |

### 200 m dos
| RANG               | FINAL           | PAYS | TEMPS         |
| ------------------ | --------------- | ---- | ------------- |
| Médaille d'or      | Emanuele Merisi | ITA  | 1 min 54 s 91 |
| Médaille d'argent  | Nicolae Butacu  | ROM  | 1 min 56 s 29 |
| Médaille de bronze | Stev Theloke    | GER  | 1 min 56 s 51 |

### 50 m brasse
| RANG               | FINAL           | PAYS | TEMPS   |
| ------------------ | --------------- | ---- | ------- |
| Médaille d'or      | Patrik Isaksson | SWE  | 27 s 76 |
| Médaille d'argent  | Jens Kruppa     | GER  | 27 s 77 |
| Médaille de bronze | Daniel Malek    | CZE  | 27 s 84 |

### 100 m brasse
| RANG               | FINAL           | PAYS | TEMPS         |
| ------------------ | --------------- | ---- | ------------- |
| Médaille d'or      | Jens Kruppa     | GER  | 1 min 00 s 15 |
| Médaille d'argent  | Patrik Isaksson | SWE  | 1 min 00 s 45 |
| Médaille de bronze | Aleksandr Gukov | BLR  | 1 min 00 s 94 |

### 200 m brasse
| RANG               | FINAL           | PAYS | TEMPS         |
| ------------------ | --------------- | ---- | ------------- |
| Médaille d'or      | Aleksandr Gukov | BLR  | 2 min 09 s 86 |
| Médaille d'argent  | Artur Paczynski | POL  | 2 min 10 s 69 |
| Médaille de bronze | Jens Kruppa     | GER  | 2 min 10 s 70 |

### 50 m papillon
| RANG               | FINAL             | PAYS | TEMPS   |
| ------------------ | ----------------- | ---- | ------- |
| Médaille d'or      | Mark Foster       | GBR  | 23 s 91 |
| Médaille d'argent  | Fabian Hieronimus | GER  | 24 s 07 |
| Médaille de bronze | Jonas Åkesson     | SWE  | 24 s 25 |

### 100 m papillon
| RANG               | FINAL             | PAYS | TEMPS   |
| ------------------ | ----------------- | ---- | ------- |
| Médaille d'or      | Thomas Rupprath   | GER  | 53 s 22 |
| Médaille d'argent  | Fabian Hieronimus | GER  | 53 s 70 |
| Médaille de bronze | Denislav Kaltchev | BUL  | 54 s 02 |

### 200 m papillon
| RANG               | FINAL              | PAYS | TEMPS         |
| ------------------ | ------------------ | ---- | ------------- |
| Médaille d'or      | Chris-Carol Bremer | GER  | 1 min 57 s 04 |
| Médaille d'argent  | Thomas Rupprath    | GER  | 1 min 57 s 30 |
| Médaille de bronze | David Abrard       | FRA  | 1 min 59 s 23 |
| Médaille de bronze | Adrian Andermatt   | SUI  | 1 min 59 s 23 |

### 100 m 4 nages
| RANG               | FINAL            | PAYS | TEMPS   |
| ------------------ | ---------------- | ---- | ------- |
| Médaille d'or      | Marcel Wouda     | NED  | 54 s 62 |
| Médaille d'argent  | Jens Kruppa      | GER  | 54 s 82 |
| Médaille de bronze | Christian Keller | GER  | 55 s 45 |

### 200 m 4 nages
| RANG               | FINAL            | PAYS | TEMPS         |
| ------------------ | ---------------- | ---- | ------------- |
| Médaille d'or      | Marcel Wouda     | NED  | 1 min 56 s 83 |
| Médaille d'argent  | Christian Keller | GER  | 1 min 58 s 52 |
| Médaille de bronze | Krešimir Čač     | CRO  | 2 min 01 s 45 |

### 400 m 4 nages
| RANG               | FINAL            | PAYS | TEMPS         |
| ------------------ | ---------------- | ---- | ------------- |
| Médaille d'or      | Marcel Wouda     | NED  | 4 min 08 s 90 |
| Médaille d'argent  | Christian Keller | GER  | 4 min 13 s 03 |
| Médaille de bronze | Uwe Volk         | GER  | 4 min 15 s 69 |

### 4×50 m libre
| RANG               | FINAL                                                    | PAYS | TEMPS         |
| ------------------ | -------------------------------------------------------- | ---- | ------------- |
| Médaille d'or      | Lars Conrad Christian Tröger Tim Nolte Steffen Smöllich  | GER  | 1 min 29 s 54 |
| Médaille d'argent  | Tomislav Karlo Miloš Milošević Miro Žeravica Alen Lončar | CRO  | 1 min 29 s 69 |
| Médaille de bronze | Anders Dahl Vermund Vetnes Thomas Sopp Thomas Nore       | NOR  | 1 min 30 s 40 |

### 4×50 m 4 nages
| RANG               | FINAL                                                           | PAYS | TEMPS         |
| ------------------ | --------------------------------------------------------------- | ---- | ------------- |
| Médaille d'or      | Stev Theloke Jens Kruppa Fabian Hieronimus Lars Conrad          | GER  | 1 min 38 s 28 |
| Médaille d'argent  | Emanuele Merisi Domenico Fioravanti Luca Belfiore René Gusperti | ITA  | 1 min 38 s 50 |
| Médaille de bronze | Neil Willey Richard Maden Mark Foster Simon Handley             | GBR  | 1 min 38 s 72 |

## Femmes

### 50 m libre
| RANG               | FINAL           | PAYS | TEMPS   |
| ------------------ | --------------- | ---- | ------- |
| Médaille d'or      | Sandra Völker   | GER  | 24 s 67 |
| Médaille d'argent  | Sue Rolph       | GBR  | 25 s 32 |
| Médaille de bronze | Vibeke Johansen | NOR  | 25 s 38 |

### 100 m libre
| RANG               | FINAL             | PAYS | TEMPS   |
| ------------------ | ----------------- | ---- | ------- |
| Médaille d'or      | Sandra Völker     | GER  | 53 s 04 |
| Médaille d'argent  | Sue Rolph         | GBR  | 54 s 46 |
| Médaille de bronze | Martina Moravcová | SVK  | 54 s 95 |

### 200 m libre
| RANG               | FINAL              | PAYS | TEMPS         |
| ------------------ | ------------------ | ---- | ------------- |
| Médaille d'or      | Martina Moravcová  | SVK  | 1 min 57 s 22 |
| Médaille d'argent  | Antje Buschschulte | GER  | 1 min 58 s 34 |
| Médaille de bronze | Carla Geurts       | NED  | 1 min 59 s 16 |

### 400 m libre
| RANG               | FINAL             | PAYS | TEMPS         |
| ------------------ | ----------------- | ---- | ------------- |
| Médaille d'or      | Kristýna Kyněrová | CZE  | 4 min 09 s 94 |
| Médaille d'argent  | Carla Geurts      | NED  | 4 min 10 s 36 |
| Médaille de bronze | Chantal Strasser  | SUI  | 4 min 13 s 45 |

### 800 m libre
| RANG               | FINAL            | PAYS | TEMPS         |
| ------------------ | ---------------- | ---- | ------------- |
| Médaille d'or      | Carla Geurts     | NED  | 8 min 34 s 66 |
| Médaille d'argent  | Flavia Rigamonti | SUI  | 8 min 39 s 20 |
| Médaille de bronze | Sarah Collings   | GBR  | 8 min 42 s 42 |

### 50 m dos
| RANG               | FINAL              | PAYS | TEMPS   |
| ------------------ | ------------------ | ---- | ------- |
| Médaille d'or      | Sandra Völker      | GER  | 27 s 94 |
| Médaille d'argent  | Antje Buschschulte | GER  | 28 s 55 |
| Médaille de bronze | Suze Valen         | NED  | 28 s 66 |

### 100 m dos
| RANG               | FINAL              | PAYS | TEMPS         |
| ------------------ | ------------------ | ---- | ------------- |
| Médaille d'or      | Antje Buschschulte | GER  | 1 min 00 s 21 |
| Médaille d'argent  | Kateřina Pivoňková | CZE  | 1 min 01 s 69 |
| Médaille de bronze | Alenka Kejžar      | SLO  | 1 min 01 s 93 |

### 200 m dos
| RANG               | FINAL              | PAYS | TEMPS         |
| ------------------ | ------------------ | ---- | ------------- |
| Médaille d'or      | Kateřina Pivoňková | CZE  | 2 min 08 s 15 |
| Médaille d'argent  | Antje Buschschulte | GER  | 2 min 09 s 54 |
| Médaille de bronze | Alenka Kejžar      | SLO  | 2 min 12 s 20 |

### 50 m brasse
| RANG               | FINAL         | PAYS | TEMPS   |
| ------------------ | ------------- | ---- | ------- |
| Médaille d'or      | Vera Lischka  | AUT  | 31 s 36 |
| Médaille d'argent  | Terrie Miller | NOR  | 31 s 47 |
| Médaille de bronze | Hanna Jaltner | SWE  | 32 s 04 |

### 100 m brasse
| RANG               | FINAL         | PAYS | TEMPS         |
| ------------------ | ------------- | ---- | ------------- |
| Médaille d'or      | Terrie Miller | NOR  | 1 min 07 s 91 |
| Médaille d'argent  | Vera Lischka  | AUT  | 1 min 08 s 18 |
| Médaille de bronze | Alicja Pęczak | POL  | 1 min 08 s 33 |

### 200 m brasse
| RANG               | FINAL         | PAYS | TEMPS         |
| ------------------ | ------------- | ---- | ------------- |
| Médaille d'or      | Alicja Pęczak | POL  | 2 min 26 s 11 |
| Médaille d'argent  | Alenka Kejžar | SLO  | 2 min 27 s 33 |
| Médaille de bronze | Anne Poleska  | GER  | 2 min 27 s 57 |

### 50 m papillon
| RANG               | FINAL           | PAYS | TEMPS   |
| ------------------ | --------------- | ---- | ------- |
| Médaille d'or      | Johanna Sjöberg | SWE  | 27 s 15 |
| Médaille d'argent  | Sandra Völker   | GER  | 27 s 23 |
| Médaille de bronze | Marja Pärssinen | FIN  | 27 s 69 |

### 100 m papillon
| RANG               | FINAL             | PAYS | TEMPS         |
| ------------------ | ----------------- | ---- | ------------- |
| Médaille d'or      | Johanna Sjöberg   | GER  | 58 s 80       |
| Médaille d'argent  | Sandra Völker     | GER  | 59 s 44       |
| Médaille de bronze | Julia Voitowitsch | GER  | 1 min 00 s 51 |

### 200 m papillon
| RANG               | FINAL           | PAYS | TEMPS         |
| ------------------ | --------------- | ---- | ------------- |
| Médaille d'or      | Barbara Franco  | ESP  | 2 min 10 s 20 |
| Médaille d'argent  | Johanna Sjöberg | SWE  | 2 min 10 s 92 |
| Médaille de bronze | María Pelaez    | ESP  | 2 min 11 s 36 |

### 100 m 4 nages
| RANG               | FINAL             | PAYS | TEMPS         |
| ------------------ | ----------------- | ---- | ------------- |
| Médaille d'or      | Sue Rolph         | GBR  | 1 min 01 s 91 |
| Médaille d'argent  | Martina Moravcová | SVK  | 1 min 01 s 98 |
| Médaille de bronze | Sabine Herbst     | GER  | 1 min 02 s 46 |

### 200 m 4 nages
| RANG               | FINAL         | PAYS | TEMPS         |
| ------------------ | ------------- | ---- | ------------- |
| Médaille d'or      | Sue Rolph     | GBR  | 2 min 10 s 60 |
| Médaille d'argent  | Alicja Pęczak | POL  | 2 min 13 s 07 |
| Médaille de bronze | Sabine Herbst | GER  | 2 min 13 s 29 |

### 400 m 4 nages
| RANG               | FINAL            | PAYS | TEMPS         |
| ------------------ | ---------------- | ---- | ------------- |
| Médaille d'or      | Sabine Herbst    | GER  | 4 min 39 s 26 |
| Médaille d'argent  | Beatrice Câșlaru | ROM  | 4 min 41 s 76 |
| Médaille de bronze | Pavla Chrástová  | CZE  | 4 min 42 s 07 |

### 4×50 m libre
| RANG               | FINAL                                                           | PAYS | TEMPS         |
| ------------------ | --------------------------------------------------------------- | ---- | ------------- |
| Médaille d'or      | Katrin Meissner Marianne Hinners Silvia Stahl Sandra Völker     | GER  | 1 min 41 s 15 |
| Médaille d'argent  | Johanna Sjöberg Linda Olofsson Nelly Jörgensen Malin Svahnström | SWE  | 1 min 42 s 18 |
| Médaille de bronze | Dominique Diezi Andrea Quadri Sandrine Paquier Chantal Strasser | SUI  | 1 min 44 s 90 |

### 4×50 m 4 nages
| RANG               | FINAL                                                             | PAYS | TEMPS         |
| ------------------ | ----------------------------------------------------------------- | ---- | ------------- |
| Médaille d'or      | Antje Buschschulte Sylvia Gerasch Julia Voitowitsch Sandra Völker | GER  | 1 min 51 s 79 |
| Médaille d'argent  | Suze Valen Madelons Baans Wilma van Hofwegen Angela Postma        | NED  | 1 min 52 s 80 |
| Médaille de bronze | Nelly Jörgensen Hanna Jaltner Johanna Sjöberg Linda Olofsson      | SWE  | 1 min 53 s 06 |